# Барнакл Білл (фільм, 1941)
«Барнакл Білл» (англ. Barnacle Bill) — американська кінокомедія режисера Річарда Торпа 1941 року.

## У ролях
- Воллес Бірі — Білл Йохансен
- Марджорі Майн — Мардж Кавендіш
- Лео Каррільо — Піко Родрігес
- Вірджинія Вейдлер — Вірджинія Йохансен
- Дональд Мік — «Поп» Кавендіш
- Бартон Маклейн — Джон Келлі
- Конні Гілкрайст — Мамі
- Сара Гейден — тітка Летті
- Вільям Едмундс — Джо Петілло
- Дон Террі — Діксон
- Алек Крейг — МакДональд